# Abancay
Abancay là một thành phố ở miền trung Peru, thủ phủ của Vùng Apurímac, và là thủ phủ của tỉnh Abancay.
Abancay nằm ở độ cao 2378 mét, ở trung tâm Andes, bên sông Pachachaca. Các thành phố gần nhất là Cusco và Andahuaylas.
Abancay là nơi có người sinh sống trước khi người Inca tới đây, đó là người Chancas.
Thành phố này có hai trường đại học Universidad Particular Tecnológica de los Andes và Universidad Nacional Micaela Bastidas de Apurimac.